# Starla Sterling
Starla Sterling (Colorado Springs, Colorado; 21 de marzo de 1986) es una actriz pornográfica estadounidense ya retirada.